# Partido de Guaminí
Guaminí es uno de los 135 partidos que componen la provincia argentina de Buenos Aires. Su cabecera es la localidad homónima y sus principales actividades son la agricultura y la ganadería.

## Historia
- 1875, AVANCE DE ALSINA: “…el plan del Poder Ejecutivo es contra el desierto para poblarlo, y no contra los indios para destruirlos..." ministro Alsina, 1877.

En 1874 es elegido presidente Nicolás Avellaneda y decide terminar con lo que se conocía como “Problema indio”. Su ministro de Guerra y Marina Adolfo Alsina proyectó el avance escalonado de la frontera y su ocupación permanente.
No es exacto sobre este proceso mostrarlo sólo como un conflicto entre razas, aunque en el fondo lo fue. Fue el desalojo de una cultura de sus tierras ancestrales.
Hay que saber que ese Ejército Argentino no era exactamente “blanco” y que estos territorios habían sido conquistados –con la expulsión de parte de sus pobladores por indios chilenos, tan extranjeros y opresores como las tropas nacionales.
Alsina había previsto la construcción de cinco plazas fuertes, un centenar de fortines y 771 km de telégrafo, uniendo todo con Buenos Aires. La "zanja" era para impedir arreos, pues "...el indio no invade para pelear, ni tampoco por el placer de hacer mal. Invade para poder regresar con lo que robó", y mostró ahí su eficacia.
Uniría "Fortín Cuatreros" (Bahía Blanca), con la laguna "La Amarga" (Córdoba) a lo largo de 730 km, concluyéndose 374. La línea de fortines llegó a los 611 km.
La Zanja tenía 2,5 m de boca por 1,70 de hondo y 0,70 de ancho en el fondo, declive diseñado para disminuir desmoronamientos e impedir que un vacuno que cayese pudiera levantarse. La tierra extraída se colocaba del lado interior, y era retenida por un paredón de 1 metro de alto. Entre Guaminí y Carhué, se aprovecharon las lagunas, un obstáculo insalvable para el ganado por ser de fondo pantanoso.
La línea telegráfica -objetivo que consideró más útil que la zanja- fue habilitada a fines de 1876, y en el caso de la Oficina de Guaminí, el 18 de noviembre de 1876.
El indio, atravesando la nueva Frontera, dejaría atrás a un enemigo al que encontraría en su retirada, cosa hasta entonces desconocía. El malón que regresaba arriando, encontraba tropas montadas en animales inferiores pero descansados.
Entre marzo y abril comenzó el avance de las columnas que ocuparon Ita-Ló, Trenque Lauquen, Guaminí, Carhué y Puán fundando pueblos en cada punto.
El 30 de marzo de 1876 los casi setecientos hombres de la División Oeste del Tte. Cnel. Freyre, ocupan la Laguna del Monte dando inicio al plan de Alsina, estableciendo en nuestro territorio 35 fortificaciones entre 1876 y 1877, casi todas de forma circular de 8,35 a 16 m de radio, con foso de 3 m de boca por 2,5 de profundidad, corral, cuadro para la tropa y potrero.
La Línea, para agosto de 1877, era un obstáculo a las grandes invasiones. El ingreso de indios se redujo a pequeñas partidas que eran interceptadas a poco de entrar por las tropas de las poblaciones alertadas, o luego, en la nueva Frontera.
El plan de Alsina, considerado inútil y oneroso por muchos en la época, fue la solución buscada por tres siglos, a la que Roca sumó el genocidio del vencido.
La región de Guaminí (toponimia de lengua araucana que significa "Isla adentro" - por la Isla Grande conocida actualmente como Sixtina dentro de la laguna del Monte o laguna Guaminí) 
- 1880 Primer poblamiento

En la zona la primera población está relacionada con el remanente de la ocupación militar de 1876 a 1879: vencedores y vencidos, a lo que se suman un agregado gradual y creciente de civiles ajenos al conflicto. 
Dice Estanislao Zeballos sobre Guaminí en 1879: “Los habitantes no ascenden de 400 y por consiguiente una parte del pueblo se halla desocupada, por falta de moradores, a consecuencia del retiro de las tropas. La nueva población afluye lentamente, hay ya varios establecimientos rurales en los contornos y zonas de tierras sembradas de cereales. 
Además  de las familias cristianas hay unos 60 indios con las mujeres e hijos, que hacen vida civilizada. A diferencia de los de Carhué visten estos indios como los cristianos y viven en las casas del pueblo, revelando una índole mansa y de fácil cultura moral, debido sin duda a que desde su infancia están en los campamentos. Sus hijos asisten a la escuela y algunos leen y escriben ya.”
Según el censo provincial de 1881, habitaban el Partido en ese entonces “Territorio Fronterizo”, 1178 personas, de las cuales 967 eran nacidas en el país, y de ellas, 153 eran “indígenas”. En la provincia se registraban, en total, 1.268 “indígenas” sobre 393.482 habitantes nacidos en el país.

### Etapas de la inmigración
Desde las políticas de poblamiento hasta 1880, se intentó promover la agricultura, la ganadería y la red de transportes, para luego industrializar el país. 
Desde 1880 y hasta 1914 se buscó mano de obra para una producción agrícolo–ganadera masiva. Como pocos inmigrantes lograron ser propietarios muchos se transformaron en arrendatarios o peones o buscaron los centros urbanos. El 60% de la población de la Capital Federal y casi el 30% en las provincias de Buenos Aires, Córdoba y Santa Fe, eran inmigrantes. 
Al ser la inmigración mayoritariamente masculina y ocuparse de actividades rurales, esto favoreció el desarrollo de una economía agrícola que permitió que el país que hasta 1870 importaba de trigo, se convirtiera en el principal exportador en el mundo. 
Fueron miles de personas que abandonaron sus países y llegaron aquí, dejando atrás todo lo que eran a cambio de una tierra amable pero extraña. Lo hicieron en forma individual o en grupos, a veces sin tener un destino cierto, otras y gracias al contacto de parientes o conocidos, con planes más concretos. La inmigración es uno de los principales procesos formadores de la Argentina contemporánea. 
España, Italia, Francia y Portugal fueron los orígenes de los cuales llegaron en mayor número al Partido fueron. La mayoría de ellos jamás regresó a sus países.
En 1895 poblaban el distrito 20 mil personas.
El Partido de Guaminí está conformado por cinco pueblos de diferente importancia, aunque todos pequeños.
Históricamente se diferencian en su origen por ser el de Guaminí militar, colonizador y pionero, y ser los otros cuatro surgidos a la vera del ferrocarril, en un proceso histórico posterior.
En mayo de 1879 el ejército adelanta la línea fronteriza militar hasta el río Negro y el pueblo pierde su carácter militar.
Hacia 1880 la ya numerosa población civil agrupada en el pueblo de Guaminí solicita al Gobierno la designación de autoridades civiles: Juez de Paz, Municipales, Comandante Militar y Comisario Rural. Los habitantes de Guaminí consideraban que su pueblo estaba a la altura de los demás Partidos ya creados, lo que finalmente se concedió en febrero de 1882, cuando el Gobierno dictó un decreto tendiendo a proveerla de autoridades civiles.
Dispuso que el Comisario Inspector Paulino Amarante (Jefe de las Comisarías de Frontera) tuviera asiento permanente en Guaminí, dándole además de las funciones de vigilancia policial (para lo cual se puso a sus órdenes a un oficial y 14 gendarmes) atribuciones administrativas que lo equiparaban a un Juez de Paz. El mismo decreto nombraba alcalde del pueblo a Pedro Cruz y alcalde de Chacras aJuan L. Basavilbaso.
El Gobierno resolvió el 8 de mayo de 1882 fijar los límites de administración que se le encomendaban, los cuales quedaron establecidos de la siguiente manera: del sur el paralelo de 33.º, del oeste los Territorios Nacionales, del este los límites de los Partidos de Pringles, Juárez y Olavarría.
La Ley del 28 de mayo de 1883 dispuso la fundación formal de un pueblo en "Guaminí, antigua jefatura de la Frontera con los indios". Un decreto del 10 de noviembre de ese año nombró al agrimensor Federico C. Meyrelles para levantar el respectivo plano de un terreno de cuatro leguas cuadradas, tratando que las cuatro leguas diesen frente a la Laguna del Monte y teniendo en cuenta la traza del pueblo ya existente. La mensura fue iniciada el 30 de diciembre y aprobada en 1885, procediéndose a la venta de terrenos por Decreto del 11 de junio de ese año.
El 28 de julio de 1886 se promulgó la Ley 1827 creando los partidos de Villarino, Puán, Adolfo Alsina, Guaminí, Trenque Lauquen y General Villegas.
En el artículo 6.º se establece lo siguiente: "El partido de Guaminí tendrá cuatrocientas veinte y una leguas cuadradas y por límites: Al norte el nuevo Partido de Trenque Lauquen con las propiedades de José Drysdale, Gilbeon, Juan y José Drysdale, Celedonio Pereda, Lertache, Manuel Aguirre, Martín y Omar Mezquita Naveira y la reserva de la sección 12.
Al nordeste, con el partido de 9 de Julio, con la sección 11, el Partido de Bolívar, con las propiedades A. Pérez Castillo y Mesot, Barbarita Álvarez, Carlos Fernández, Aquiles Preyeregus.
Al sudeste, con el Partido de Coronel Suárez, con las propiedades de Pouten, Fernando Larrambe, Felipe Carreras, Guillermo Richetto, Luis Loizie, Eduardo Mortán y Eduardo Casey. Al sudoeste, con el nuevo Partido de Adolfo Alsina con las propiedades herederas de Juan Pair, Pradera Rodríguez, Arroyo Venado por medio, Saturnino Unzué, Francisco Murature y Well Huschuran.
Al oeste con Meridiano V.
El 28 de enero de 1887 el P. E. decretó la designación de autoridades para el Partido de Guaminí, recayendo la Presidencia de la Municipalidad en el Sr. Toribio Thompson, y la de Municipales titulares en Fermín Ocampo, Marcos Sastre, Scipión Cifone y Nicolás Cano, y Pedro Videla como Jefe de la Guardia Nacional, puesto que había sido creado por Decreto del 11 de febrero de 1885, y que había sido cubierto la primera vez por el Sr. Juan Tabares.

### Pérdidas territoriales de Guaminí
El 20 de julio de 1907 la Ley 3038 crea el Partido de Pellegrini, formado con tierras del Partido de Guaminí, limitando con Trenque Lauquen, Guaminí, Adolfo Alsina y el Meridiano Quinto. Se declara su cabecera el pueblo que era conocido por Colonia Drysda¬le, que llevará desde entonces el nombre del Partido. De este territorio se originaron luego Salliqueló y Tres Lomas.
El 5 de julio de 1910 la Ley N°3244 crea el Partido de Caseros, formado con tierras de los Partidos de Bolívar, Guaminí y Pehuajó. Se declara su cabecera el pueblo el pueblo formado en la estación Daireaux del entonces Ferrocarril del Sud, hoy General Roca.
Finalizados estos procesos el Partido de Guaminí pasó de 421 leguas cuadradas o 1.052.500 ha a 484.000.

## Toponimia
Los naturales eran al momento de bautizar muy claros y terminantes. Un topónimo debía ser lo suficientemente descriptivo como para no dar lugar a equivocaciones,  ya que debía marcar un punto de referencia indispensable para recorrer el inmenso mar de tierras de sus dominios.
Muchas de estas voces fueron adoptadas por el blanco que, al conquistar sus tierras, se encontró ante la misma necesidad, claro que, sólo en muy contados casos, conservando su sonido original.
Esto es lo que ocurre con Guaminí, nombre que tenía la región y que era la adaptación al castellano de su denominación indígena.
Muchos han tratado de encontrar su significado, sin llegar a ponerse de acuerdo.
Las raíces barajadas han sido exclusivamente tres: Wañi(maíz), Yiwam (venado) y Huapi o Wapi (isla).
Es importante destacar que Guaminí no era el nombre de la región, sino de algo que la caracterizaba: la laguna; y por lo tanto es ella, y no otra cosa, lo que esta palabra describiría.
La primera raíz en cuestión, con todas sus acepciones (maíz chico, penacho de maíz, recogiendo maíz) no debería ser tenida en cuenta. No se conoce que el maíz se haya sembrado y mucho menos cosechado en la zona de la laguna, aunque este interviniera en alguna medida en la dieta de algún grupo que viviera en sus riberas.
La segunda es en cambio más coherente, ya que estas lagunas eran, en otro tiempo, puntos de reunión de grandes manadas de ciervos, parte importante en la economía indígena. Pero nos parece difícil que ésta se refiera a nuestra laguna. Sí hay pruebas sobre el uso de esta raíz para denominar a otra laguna del sistema, que por otra parte aún conserva: la laguna del Venado, cuyo nombre indígena era yiwam cahuyque o zeghuen cahuyque, que se puede traducir como "reunión de venados". Sería bastante extraño, teniendo en cuenta lo expuesto, que ambas lagunas llevaran igual o similar nombre, estando tan cerca la una de la otra.
Es a nuestro entender "isla" la más acertada.
Al respecto es interesante el comentario del Padre Salvaire: "...Guaminí es el antiguo nombre de la Laguna del Monte y significa una isla adentro.", traducción de Huapi o Wapi Minu, con la cual concuerda, entre otros, Estanislao Zeballos.
Si hay algo que llamó la atención a los cristianos sobre la laguna, fue la isla con su raro monte que agrupaba gran variedad de especies, y que se destacaba por ser el único en leguas a la redonda. Esto llevó a que se la conociera como Laguna del Monte. Lo que los cristianos no supieron hasta tiempo después fue que en ese monte se encontraba un árbol que los originarios consideraban sagrado y que hacía para ellos de la isla, un santuario consagrado y prohibido.
Es interesante el hecho de que tanto conquistadores como conquistados, en sus respectivas lenguas, casi coincidieron al momento de bautizarla.

## Demografía
Según los resultados definitivos del censo de 2022 la población del partido alcanza los 11.801 habitantes.

## Recursos del partido
La principal fuerte de recursos proviene del sector agrícola-ganadero. Es zona óptima para el cultivo de trigo, maíz, soja, girasol, alfalfa, avena, sorgos graníferos y forrajeros.

## Turismo

### "Laguna del Monte"
- En el Partido de Guaminí, a la vera de la ciudad de Guamini
- La Laguna del Monte pertenece a un sistema de lagunas encadenadas, a la que pertenecen Laguna Alsina, Cochicó, del Monte y la del Venado
- El nivel del agua de estos ambientes oscilan en su caudal por sequías o abundantes lluvias.
- En las estaciones de otoño-invierno-primavera el principal deporte que se practica es la pesca deportiva desde la costa o embarcados obteniendo muy buenos resultados
- En la estación de verano además de la pesca se pueden realizar diferentes deportes acuáticos (esquí, winsurf, canotaje, etc).
- Área fiscal: 6.168 ha
- Área total: 9.866 ha
- Profundidad media: 3 m,  máxima hasta 8 m totalmente limpia de vegetación
- Fauna ícticola: pejerreyes, especialmente de tamaño mediano, bagres, dentudos
- Acceso: Ruta Nacional RN 65 y Ruta Nacional RN 33.

### "Laguna Alsina" o "La Larga"
- En el Partido de Guaminí, a 12 km de la estación Bonifacio FCGR, a 3 km de la estación La Copeta FCGB
- La Laguna Alsina se encuentra unida a la "Laguna Cochicó" por un arroyo
- El nivel del agua de estos ambientes oscilan en su caudal por sequías o abundantes lluvias. Se practica la pesca deportiva. La Dirección de Recursos Pesqueros de la provincia de Buenos Aires, posee resguardos pesqueros en las inmediaciones de la laguna.
- Área fiscal: 4.346 ha
- Área total: 5.109 ha
- Profundidad media: 2 m, máxima 4 m, muy limpia y poco junco
- Fauna ícticola: pejerreyes, bagres, dentudos, carpas y tarariras.
- Acceso: desde la estación Bonifacio por RN 65 a la altura del km 463

## Clima
Templado y húmedo
Las temperaturas llegan a -13 °C en invierno y 40 °C verano.

## Cuarteles
Para fines catastrales el partido se divide en nueve cuarteles denominados: Cuartel I, Cuartel II, Cuartel III, Cuartel IV, Cuartel V, Cuartel VI, Cuartel VII, Cuartel VIII y Cuartel IX.

## Arquitectura
En Guaminí existen obras de particular interés arquitectónico realizadas por el Ing. Francisco Salamone, en estilo art decó, cuyos exponentes son los edificios del Palacio y el Matadero municipales, construidos entre 1936 y 1938. Este ingeniero arquitecto también diseñó las delegaciones municipales de Garré, Casbas y Laguna Alsina, en estilo neo colonial.

## Localidades del partido
- B6439 Laguna Alsina (estación Bonifacio) 2524 hab.
- B6417 Casbas 4450 hab.
- B6435 Guaminí 2704 hab.
- B6411 Victorino de la Plaza S/D
- B6411 Garré 956 hab. (compartida con los partidos de Trenque Lauquen y Tres Lomas)
- B6437 Arroyo Venado 66 hab.
- B7545 Huanguelén 4.896 (compartida con el partido de Coronel Suárez)

## Intendentes desde la vuelta de la democracia
| Período            | Intendente                  | Partido Político |
| ------------------ | --------------------------- | ---------------- |
| 1983 - 1999        | Miguel Ángel García Mérida  | PJ               |
| 1999 - 2011        | Carlos Alberto Cordero      | UAC              |
| 2011 - 2018        | Néstor Fabián Álvarez       | PJ               |
| 2018 - actualmente | José Augusto Nobre Ferreira | PJ               |